# Krasnoje-See

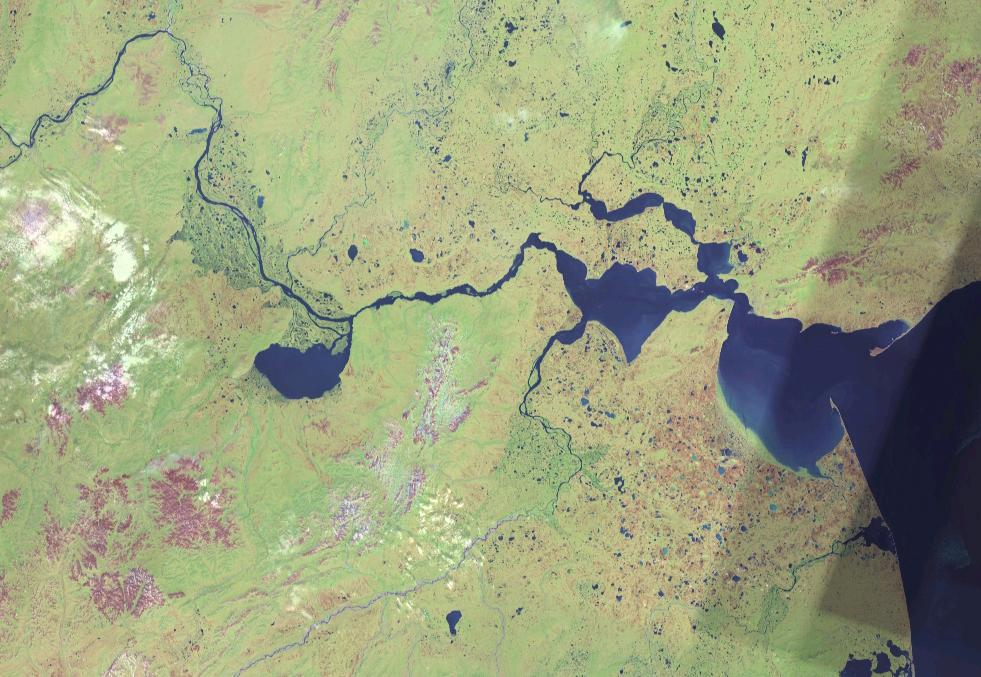
Satellitenbild vom Anadyr-Ästuar mit Krasnoje-See (links)

Der Krasnoje-See (russisch Озеро Красное, wörtlich „roter See“) liegt am Unterlauf des Anadyr im Autonomen Kreis der Tschuktschen in Nordost-Sibirien.
Der im Anadyrtiefland gelegene 458 km² große Krasnoje-See ist mit dem vorbeifließenden Anadyr verbunden. Das Anadyr-Ästuar reicht bis zum Krasnoje-See, so dass dessen Wasserspiegel von den Gezeiten beeinflusst wird. Lamutskaja und Berjosowaja sind die wichtigsten Zuflüsse des Sees.